# Instituto Brasileiro de Políticas Públicas

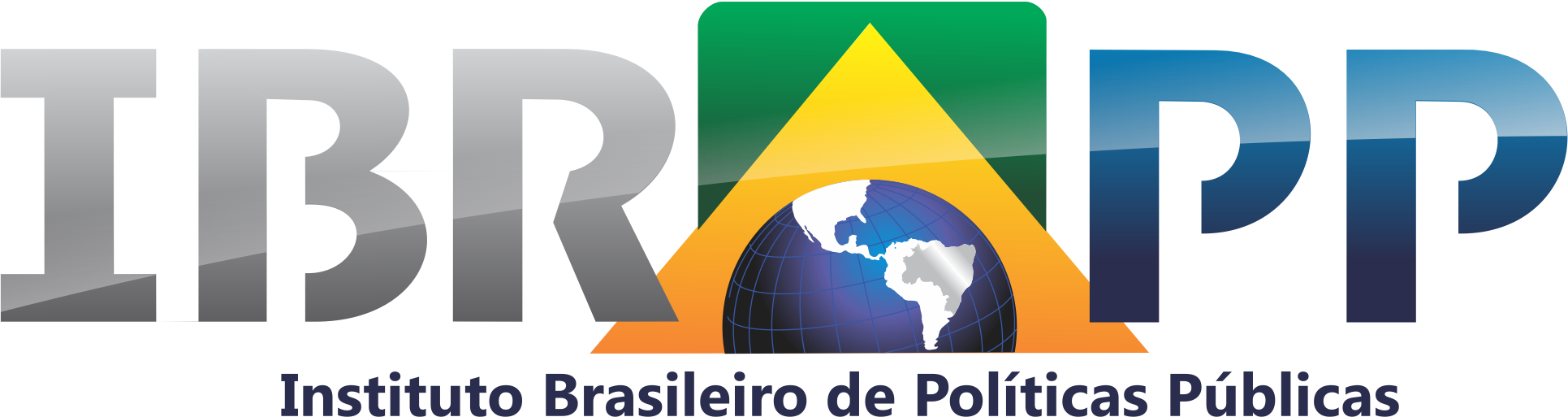
Logotipo do IBRAPP concebido em 2012 marca seu novo momento como instituição patriota.

Instituto Brasileiro de Políticas Públicas é uma organização não governamental que atua como parceiro do poder público na aplicação de políticas públicas nas mais diversas áreas como saúde, educação, cultura, socioambiental e socioeconômica. Tendo como sede o estado do Maranhão, o Instituto atua também nos estados de Minas Gerais, Rondônia, Tocantins, Paraíba, Rio de Janeiro, São Paulo, Acre e no Distrito Federal.
Por meio de uma rede de contratos o IBRAPP consolidou-se no Brasil como parceiro dos órgãos públicos na execução de projetos que visam fortalecer órgãos governamentais, combater a vulnerabilidade social, violência contra a mulher, degradação do meio ambiente, e auxílio na geração de emprego e renda.
O IBRAPP, conhecido pelo seu rigor e formalidade presta serviços a esfera pública em diversas áreas como: Gestão de saúde, Capacitação e Treinamento, Contratação e Gestão de Mão de Obra, Elaboração, Execução e Gestão de Projetos, Implantação e Certificação de Ouvidoria.
Apesar do rápido crescimento, o Ibrapp tem se destacado por ser um instituto extremamente formal e exigente em suas praticas. Seus funcionários são constantemente auditados e avaliados. Seus projetos, todos acompanhados por fiscais rígidos e muito exigentes criam por vezes a sensação de serem mais rigorosos que a própria administração publica.

## Histórico
O IBRAPP foi fundado no ano de 2008 na cidade de São Luís - MA por uma equipe de advogados e contabilistas, onde Rita Salgado, líder dessa equipe multidisciplinar, procurou articular a verdadeira missão do Instituto que é colaborar para o desenvolvimento institucional do poder público. Mas logo nos primeiros anos de atuação, devido às muitas demandas oriundas dos contratos firmados com os órgãos públicos, o que era uma pequena equipe encarregada de elaborar, gerir e executar projetos e serviços, tornou-se uma organização subdividida em muitos setores e filiais. No ano de 2010 o IBRAPP lançava-se no Estado de Minas Gerais executando juntamente com a Secretaria de Trabalho e Emprego o projeto Inclusão Produtiva. Nos anos subsequentes o Instituto expandiu-se criando outras regionais no Estado do Rio de Janeiro (2011), Acre (2011), Distrito Federal (2011), Rondônia (2011) Paraíba (2011) e Tocantins (2012) onde mantém uma rede de contratos e prestações de serviços capacitando profissionais nas mais diversas áreas. Hoje o IBRAPP possui mais de 600 colaboradores atuando de norte ao sul do país.

## Projetos

### Inclusão Produtiva

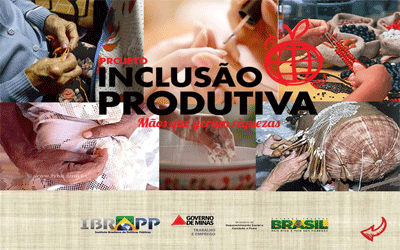

O projeto Inclusão Produtiva, realizado pela Secretaria de Trabalho e Emprego em convênio com o Ministério do Desenvolvimento Social e Combate à Fome, é executado pelo IBRAPP desde o ano de 2010 no Estado de Minas Gerais. Por meio deste projeto de inclusão social, pequenos produtores têm um espaço para comercializarem seus produtos artesanais, alimentícios e reciclados, além de serviços autônomos fazendo com que a promoção do empreendedorismo solidário seja intensificado nas regiões mais pobres de Minas Gerais. O objetivo do projeto é dá suporte técnico e operacional para o empreendedorismo desses produtores, por meio de um assessoramento e capacitação dos produtores quer seja de forma associativa, familiar ou individual. Atualmente mais de 50 cidades mineiras estão contempladas com o projeto onde o índice de vulnerabilidade social ainda é uma realidade a ser combatida.

### Viva Mulher
O Viva Mulher é um programa gerenciado pelo IBRAPP em parceria com Secretaria de Estado da Mulher, e que atua no Maranhão visando uma melhor articulação das políticas públicas voltadas para a mulher em situação de vulnerabilidade social. Uma unidade móvel (carreta) mantém um serviço itinerante em muitas cidades maranhenses, oferecendo serviços médicos, jurídicos e aconselhamento que auxiliam no combate da violência contra a mulher.

### Agentes do Verde

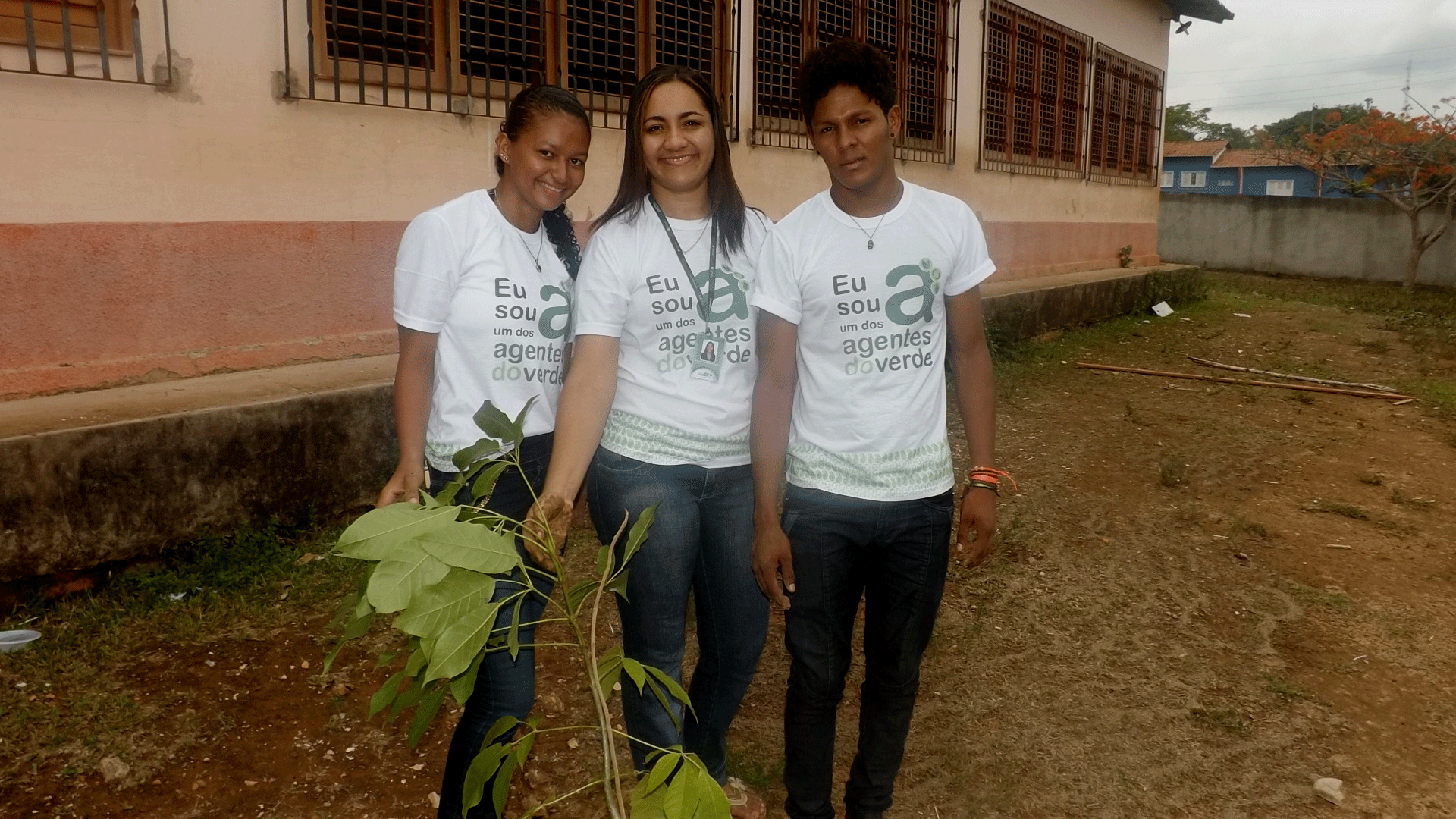
Alunos do projeto plantando uma muda de Ipê como simbolo da implantação do projeto no município de Pinheiro-MA.

Projeto socioambiental e que, gerenciado também pelo IBRAPP em parceria com a Secretaria de Estado do Meio Ambiente do Estado do Maranhão, tem por objetivo colaborar na preservação do meio ambiente.
Implantado no município de Pinheiro-MA desde o ano de 2012, o projeto tem capacitado muitos jovens como agentes ambientais, que por meio de oficinas de artesanato reciclam aquilo que ia se transformar em lixo e o transforma em bens de consumo. Além disso, por meio de embasamento teórico os alunos têm uma maior dimensão dos recursos naturais e qual a melhor maneira de utilizá-los sem causar degradação impactante ao meio ambiente.

## Parceiros
- Agência Nacional de Vigilância Sanitária(ANVISA) - DF
- Tribunal de Contas da União(TCU) - TO
- Instituto do Patrimônio Histórico e Artístico Nacional(IPHAN) - TO
- Universidade Federal do Maranhão(UFMA) - MA
- Defensoria Pública da União(DPU) - TO
- Tribunal da Justiça Federal do Maranhão- MA
- Tribunal Regional Eleitoral(TRE) - RJ
- Instituto de Meteorologia e Qualidade Industrial do Maranhão(INMEQ) - MA
- Secretaria de Estado da Saúde(SESAU) - RO
- Corpo de Bombeiros do Estado do Maranhão
- Banco Central do Estado de São Paulo- SP
- Polícia Federal- TO
- Fundação Nacional do Índio(FUNAI) - TO
- Conselho Nacional de Desenvolvimento Científico e Tecnológico(CNPQ) – DF
- Secretaria de Estado do Desenvolvimento Social– Viva Cidadão - MA.
- Procuradoria Regional do Trabalho da 13ª Região- PB
- Defensoria Pública da União(DPU) – SE
- Ministério do Trabalho- SE
- Serviço Social do Comércio(SESC) - MA
- Departamento Nacional de Produção Mineral Arquivado em 25 de fevereiro de  2008, no Wayback Machine.- MA
- Instituto Federal de Educação, Ciência e Tecnologia(IFPB) - PB
- Secretaria de Estado de Segurança Pública(SSP) - MA
- Secretaria de Estado da Mulher(SEMU) - MA
- Secretaria de Estado de Meio Ambiente e Recursos Naturais(SEMA) – MA
- Secretaria de Estado do Trabalho e Emprego(SETE) - MG